# Desmiphora tristis
Desmiphora tristis là một loài bọ cánh cứng trong họ Cerambycidae.